# Paul Poirier
Paul Poirier (Ottawa, 6 de noviembre de 1991) es un deportista canadiense que compite en patinaje artístico, en la modalidad de danza sobre hielo.
Ganó cuatro medallas en el Campeonato Mundial de Patinaje Artístico sobre Hielo, entre los años 2021 y 2025, y seis medallas en el Campeonato de los Cuatro Continentes de Patinaje Artístico sobre Hielo entre los años 2011 y 2025.
Participó en tres Juegos Olímpicos de Invierno, entre los años 2010 y 2022, ocupando el octavo lugar en Pyeongchang 2018 y el séptimo en Pekín 2022, en la prueba de danza sobre hielo.

## Palmarés internacional
| Campeonato Mundial                   | Campeonato Mundial       | Campeonato Mundial | Campeonato Mundial |
| Año                                  | Lugar                    | Medalla            | Categoría          |
| ------------------------------------ | ------------------------ | ------------------ | ------------------ |
| 2021                                 | Estocolmo (Suecia)       | Medalla de bronce  | Danza sobre hielo  |
| 2023                                 | Saitama (Japón)          | Medalla de bronce  | Danza sobre hielo  |
| 2024                                 | Montreal (Canadá)        | Medalla de plata   | Danza sobre hielo  |
| 2025                                 | Boston (Estados Unidos)  | Medalla de plata   | Danza sobre hielo  |
| Campeonato de los Cuatro Continentes |                          |                    |                    |
| Año                                  | Lugar                    | Medalla            | Categoría          |
| 2011                                 | Taipéi (Taiwán)          | Medalla de bronce  | Danza sobre hielo  |
| 2014                                 | Taipéi (Taiwán)          | Medalla de plata   | Danza sobre hielo  |
| 2019                                 | Anaheim (Estados Unidos) | Medalla de bronce  | Danza sobre hielo  |
| 2020                                 | Seúl (Corea del Sur)     | Medalla de plata   | Danza sobre hielo  |
| 2024                                 | Shanghái (China)         | Medalla de oro     | Danza sobre hielo  |
| 2025                                 | Seúl (Corea del Sur)     | Medalla de oro     | Danza sobre hielo  |